# Caná

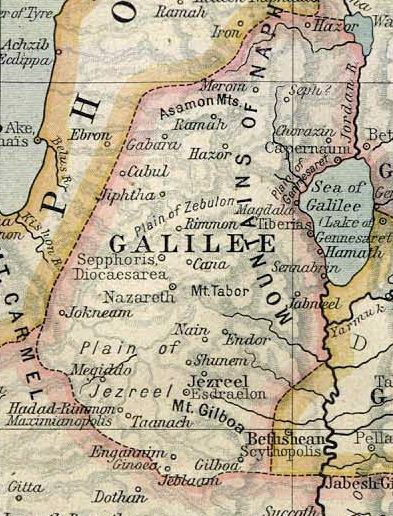
Mapa da antiga Galiléia

Caná da Galiléia ( grego antigo : Κανὰ τῆς Γαλιλαίας ) foi uma pequena vila da Galiléia mencionada diversas vezes pelo Evangelho de João como o local onde ocorreu o primeiro milagre de Jesus ao transformar água em vinho durante um casamento, acontecimento conhecido como bodas de Caná, e onde também curou o filho de um nobre e a residência de Natanael também conhecido como Bartolomeu.
Por se situar na Galiléia (lugar aparentemente deserto), suas únicas fontes de renda eram a pescaria e a plantação de uvas e alguns grãos, após o período da safra as pessoas viviam apenas do alimento que conseguiram juntar em celeiros, a uva por si, era um dos alimentos mais preciosos, pois delas era possível fazer sucos, vinhos e até vinagres. uma festa de casamento na época de Jesus não tinha muita graça naquele lugar pois as pessoas não tinham muita variedade de alimentos, e o vinho era o principal, por isso que na narrativa relatada na Bíblia, ao acabar o vinhos as pessoas entram em desespero achando que a festa iria acabar, é nesse momento que, após sua mãe, Maria, pedir  Jesus realiza seu primeiro milagre ao transformar água em vinho, sendo este considerado o melhor oferecido na festa.